# 三聖邨
三聖邨（英語：Sam Shing Estate）是香港公共屋邨之一，位於香港新界屯門新市鎮東南部的三聖墟，於1980年入伙，由香港房屋委員會管理。

## 屋邨資料

### 樓宇
| 樓宇名稱                 | 樓宇類型                     | 落成年份 | 樓宇層數 （住宅層數） | 每層單位數目                                     | 每座單位總數（伙） | 建築師       | 承建商   | 提供升降機的廠商（更換前） | 提供升降機的廠商 （更換後） |
| ------------------------ | ---------------------------- | -------- | --------------------- | ------------------------------------------------ | ------------------ | ------------ | -------- | -------------------------- | --------------------------- |
| 進漁樓（A座） （英語：Chun Yu House） | 雙連座工字型 （第一代設計）  | 1980年   | 26-28 （25-27）       | 15（27-28樓） 28（14樓） 30（2至13樓、15至26樓） | 778                | 房屋署建築師 | 有成建築 | 乘賓                       | 星瑪                        |
| 滿漁樓（B座） （英語：Moon Yu House） | 舊長型 （中央走廊式，連接E） | 1980年   | 18 （17）             | 32                                               | 544                | 房屋署建築師 | 有成建築 | 乘賓                       | 星瑪                        |
| 豐漁樓（C座） （英語：Fung Yu House） | 舊長型 （中央走廊式，連接E） | 1980年   | 18 （17）             | 32                                               | 544                | 房屋署建築師 | 有成建築 | 乘賓                       | 星瑪                        |

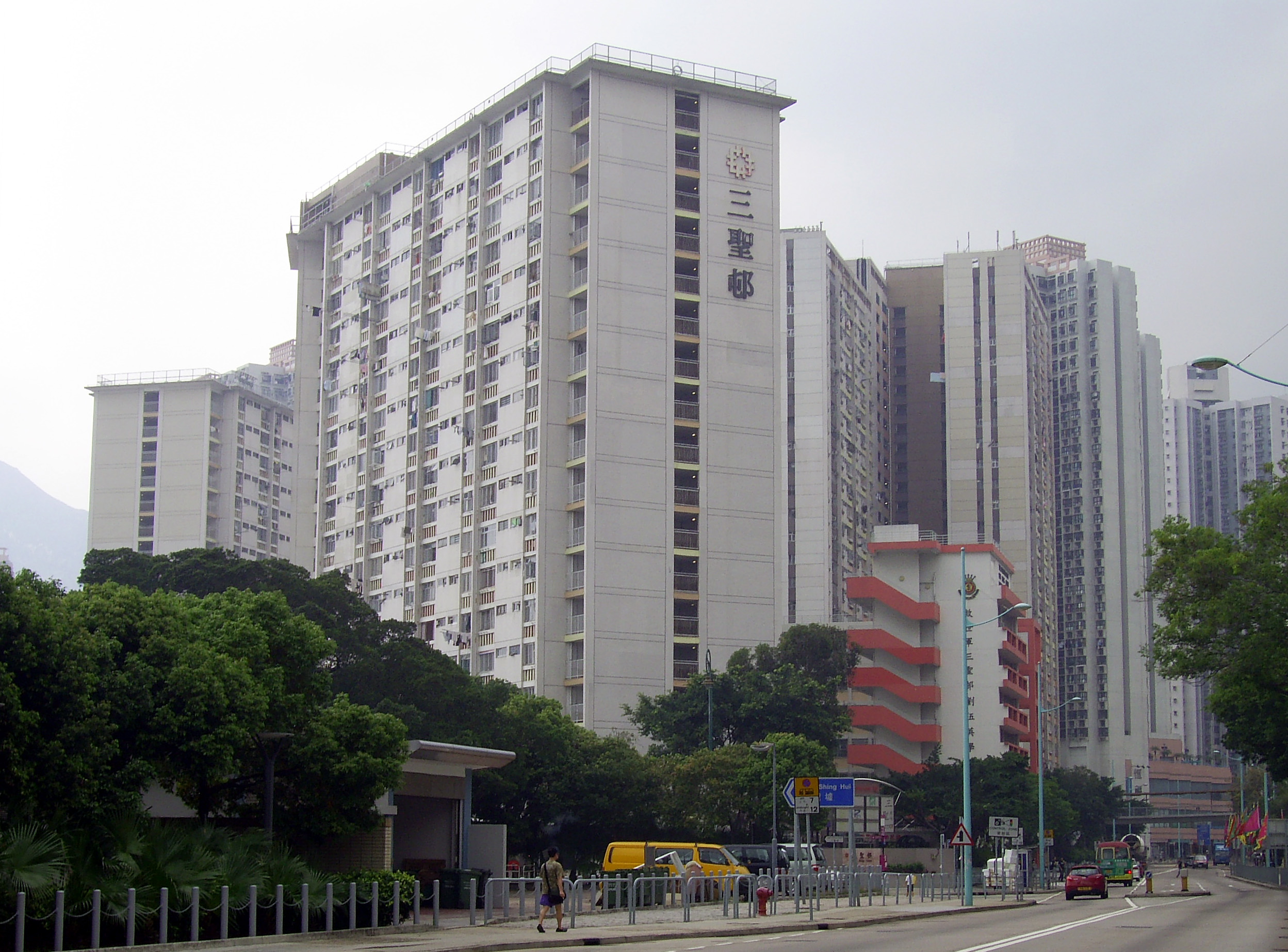
三聖邨東面（2009年4月）
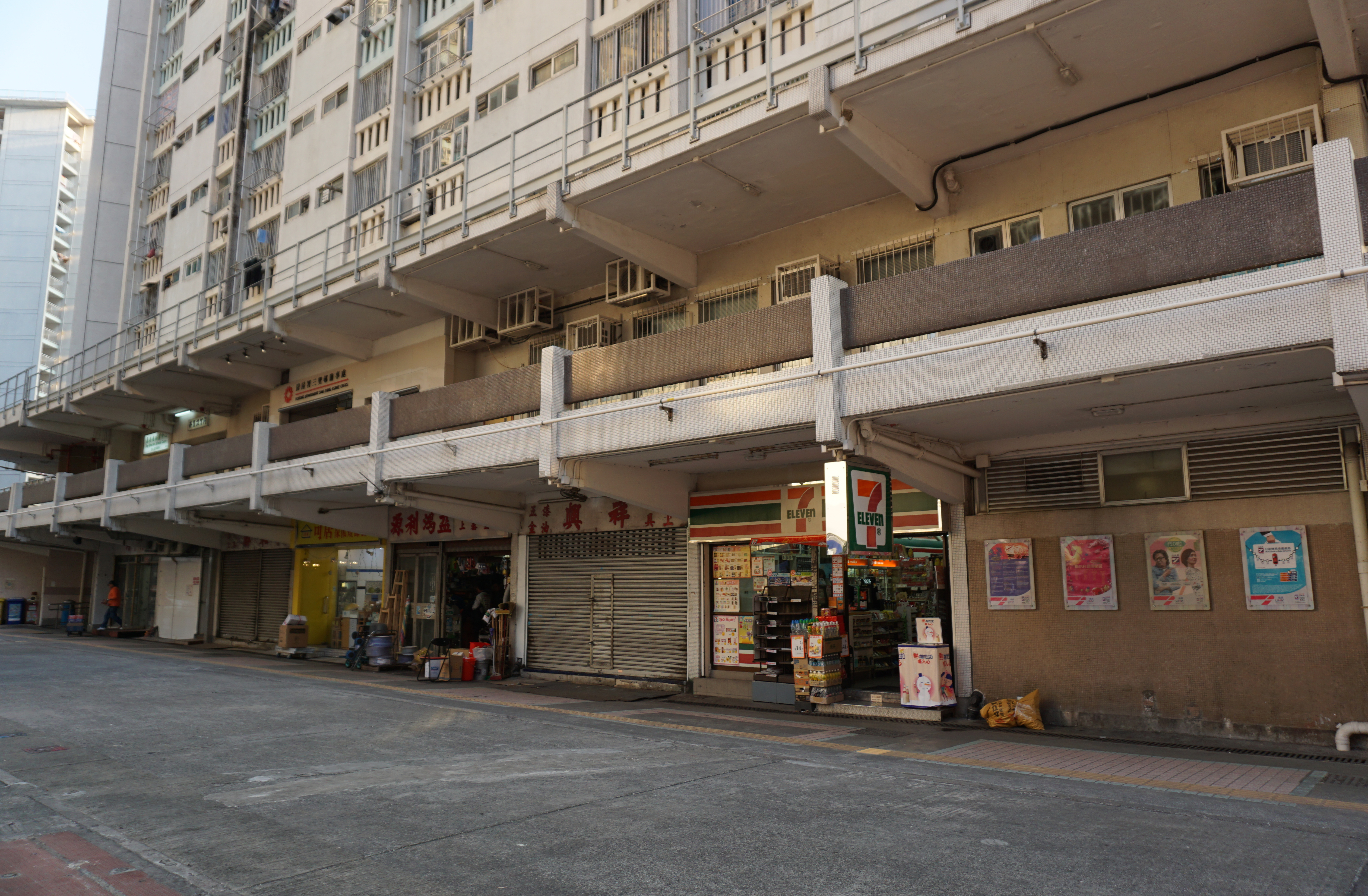
豐漁樓商店（2017年1月）
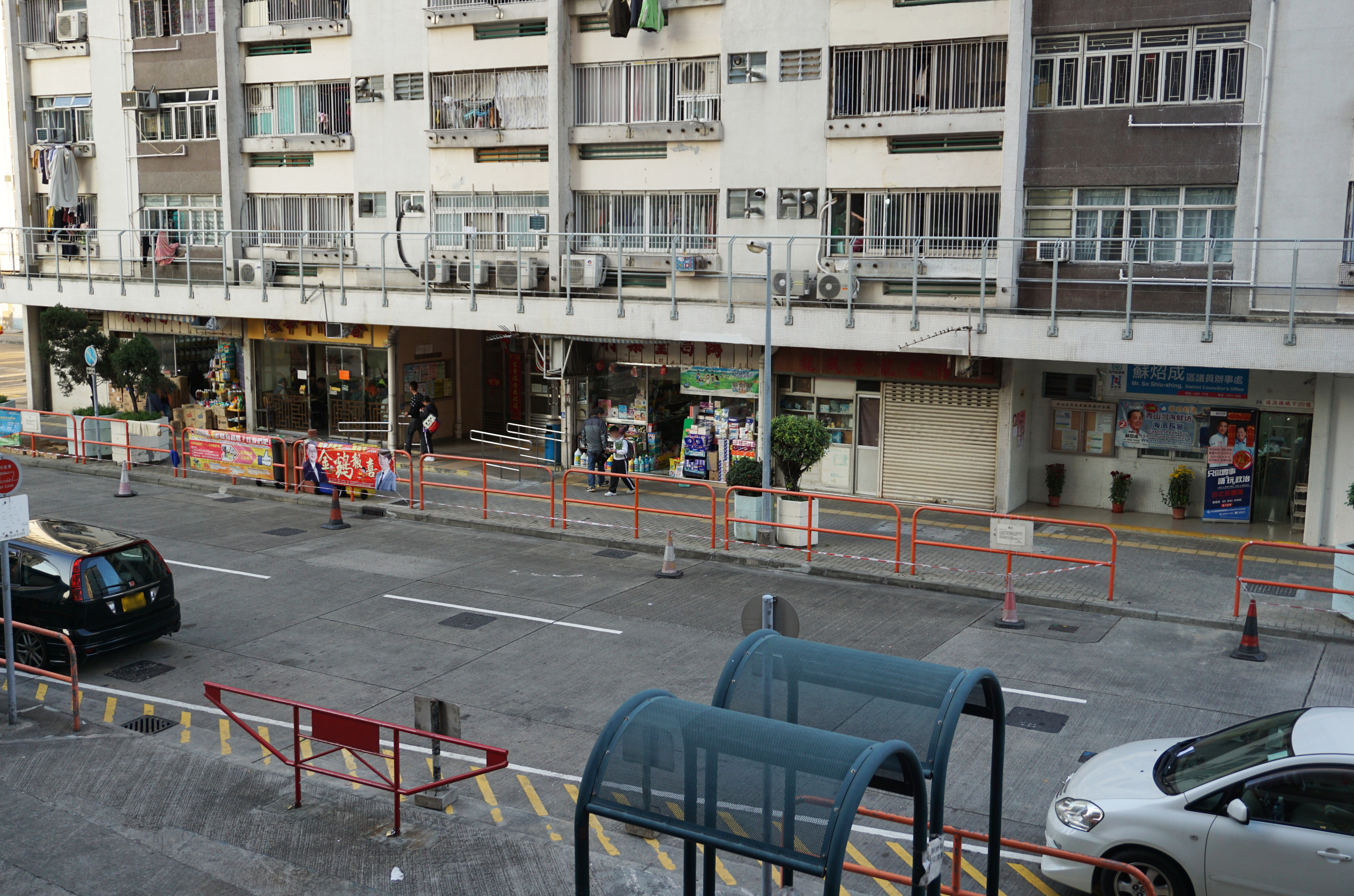
進漁樓商店（2017年1月）
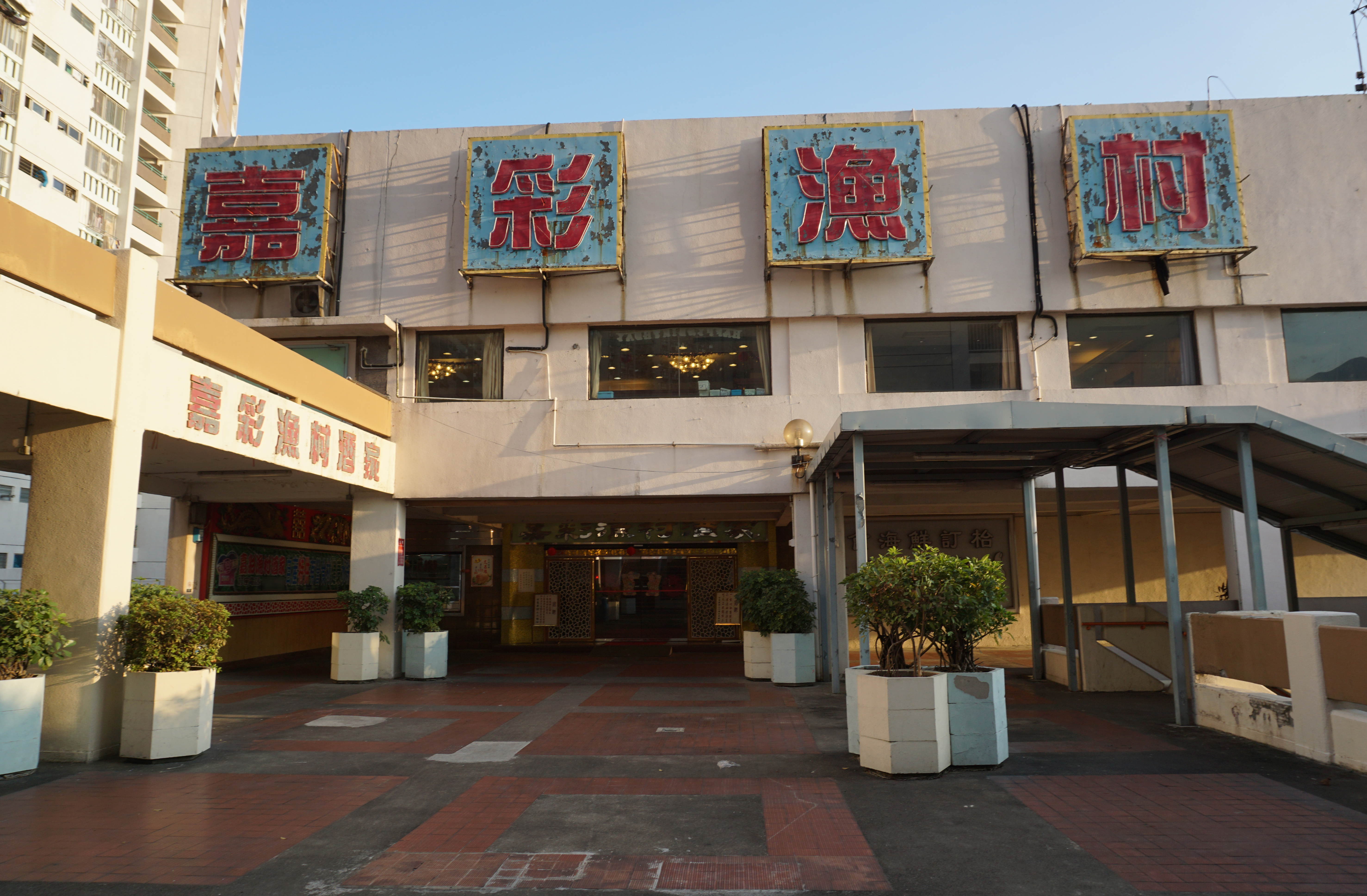
嘉彩漁村酒家（2017年1月）
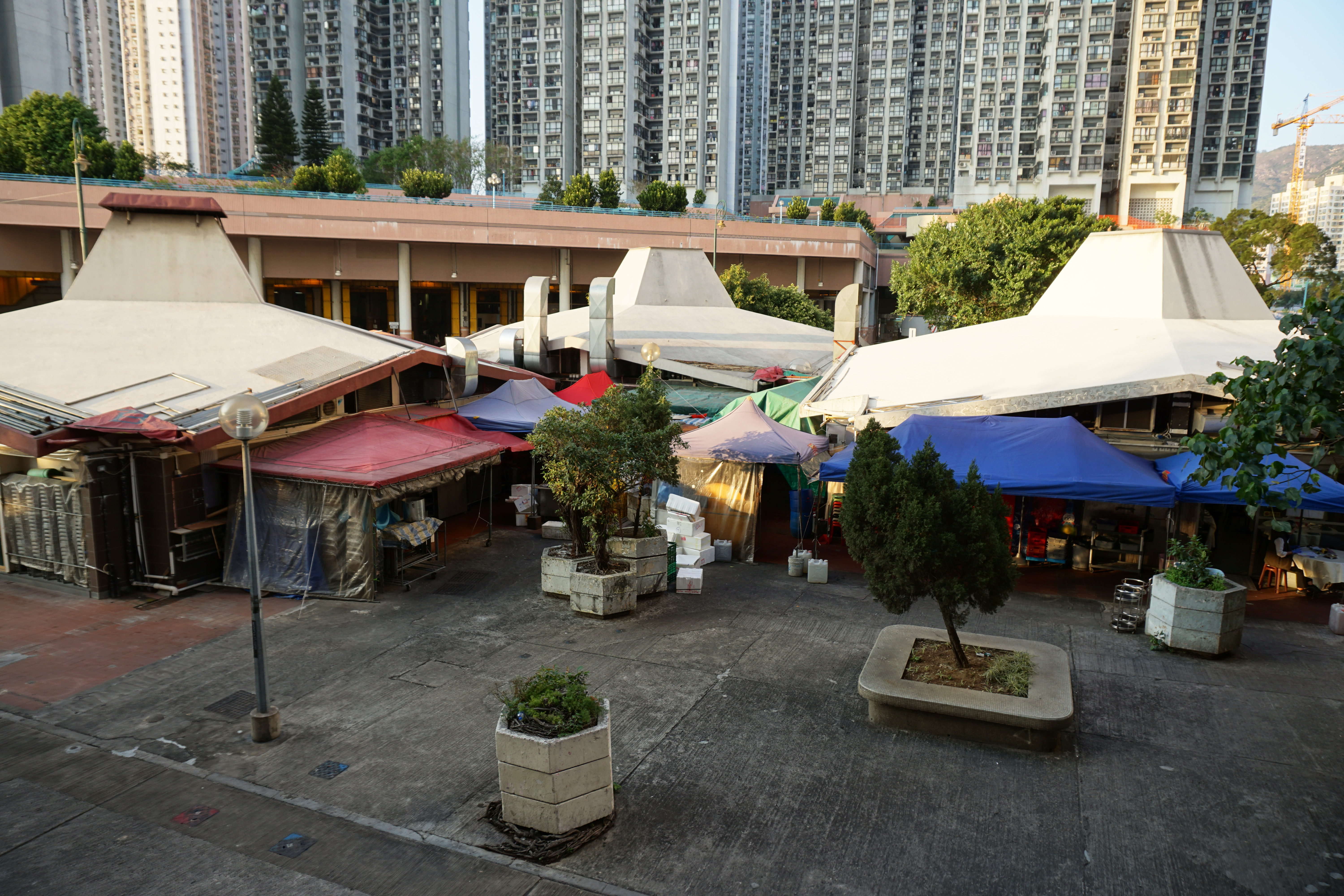
冬菇亭熟食檔（2017年1月）
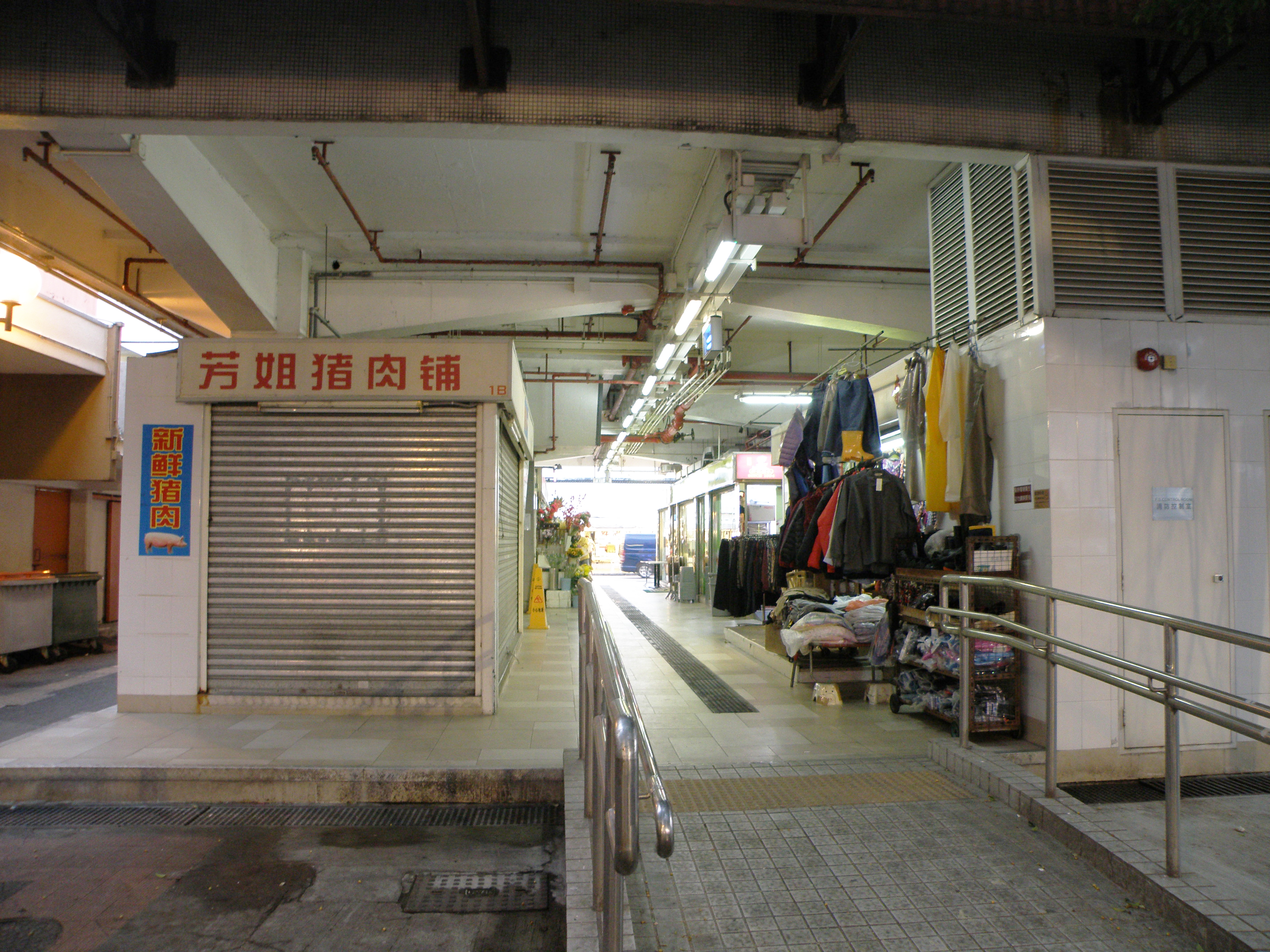
三聖街市（2015年2月）
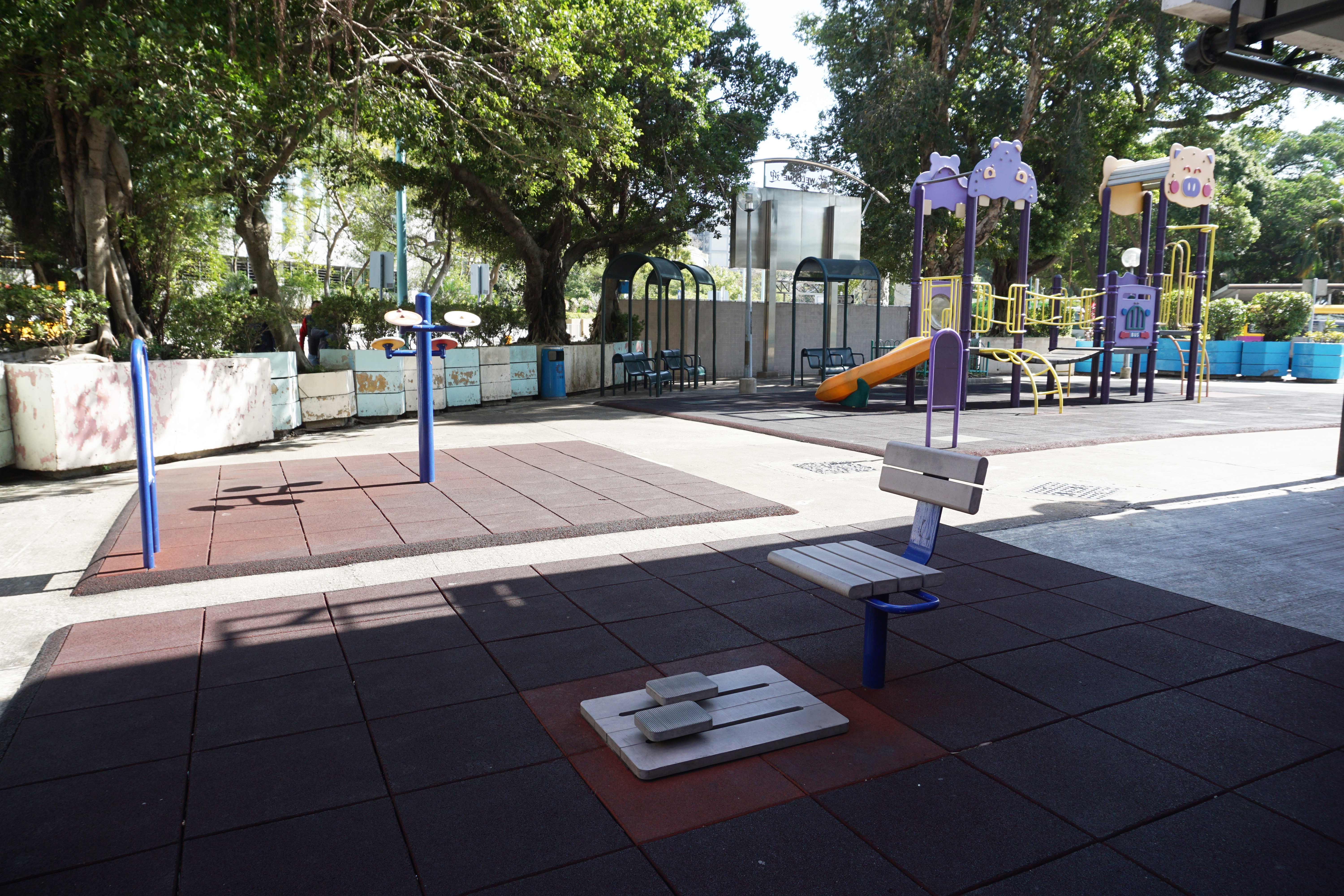
兒童遊樂場及健體區（2）
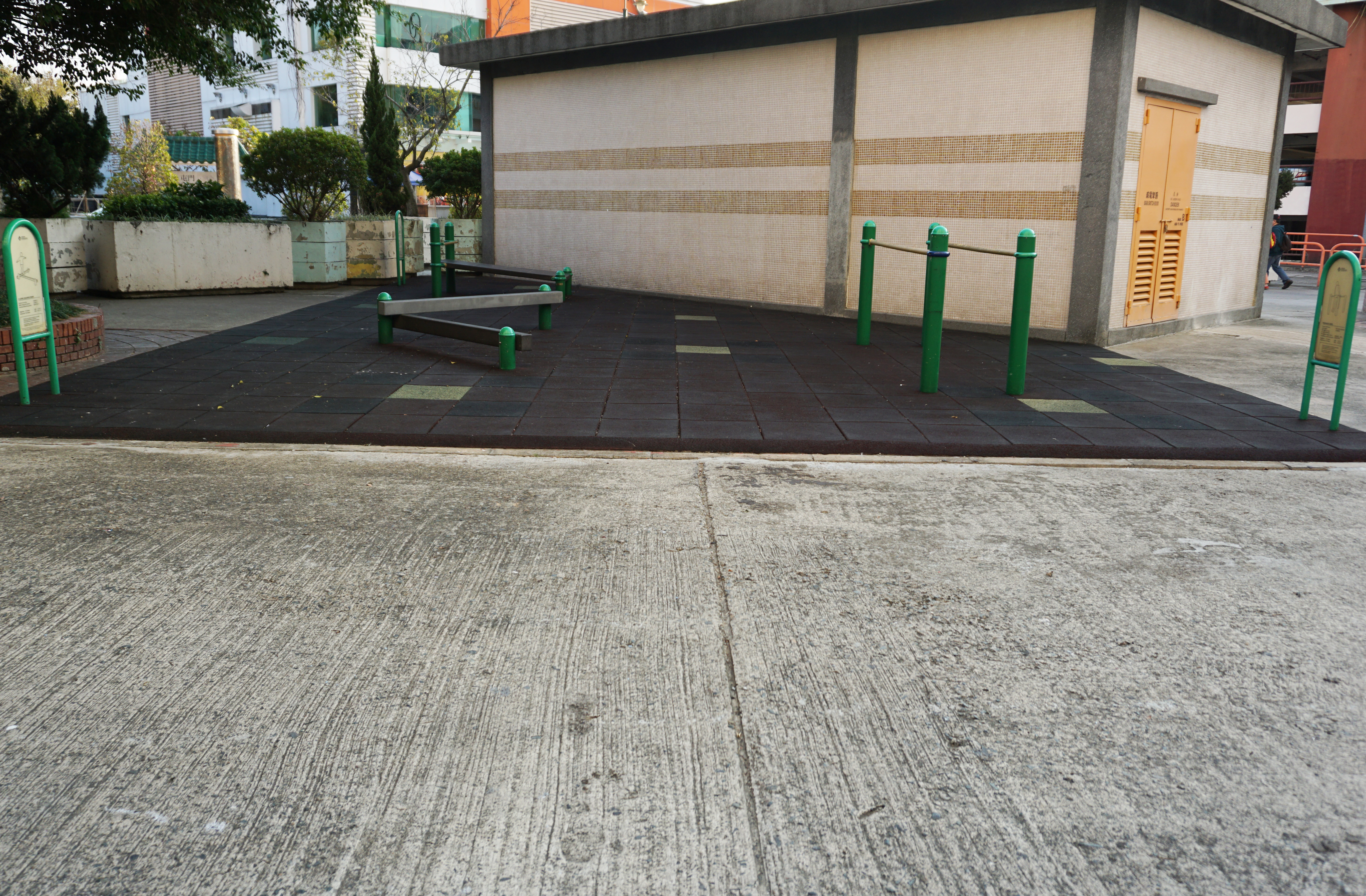
健體區（3）
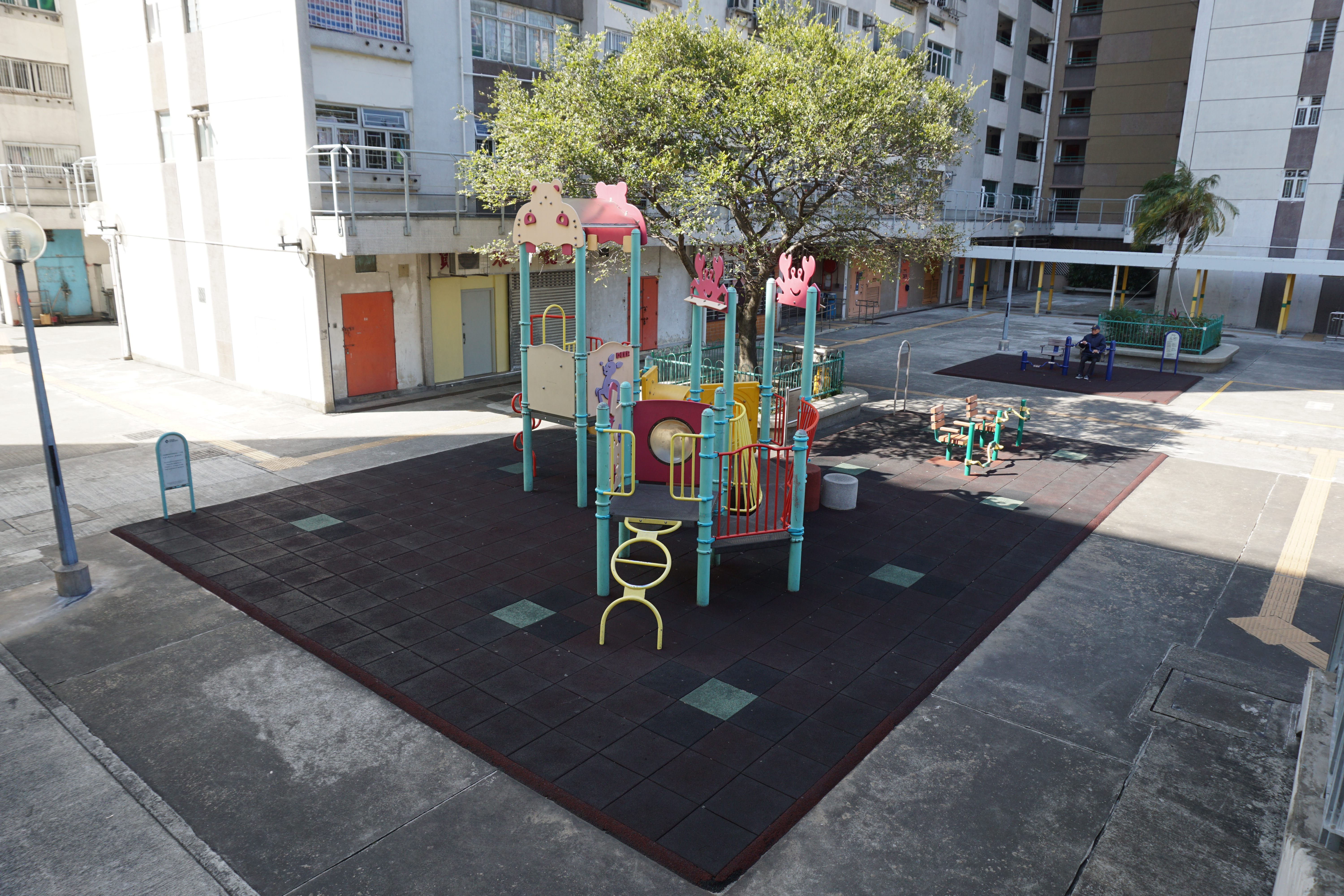
兒童遊樂場及健體區
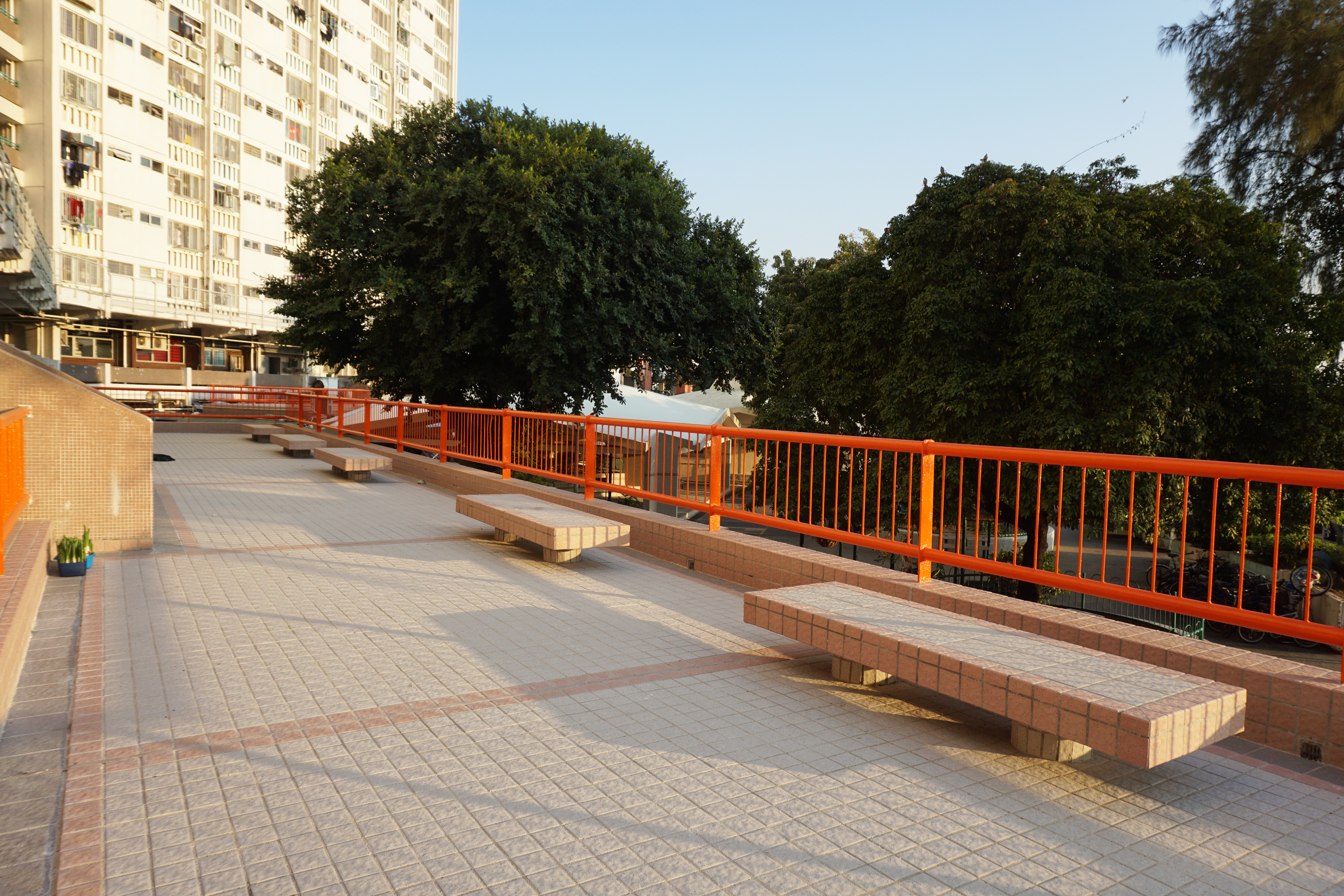
休憩區

### 名稱由來
1970年代，香港政府開始發展屯門成為新市鎮。當時有大量漁民，漁船散佈在新墟、三聖灣、青山灣一帶。後來屯門大幅填海造地發展，漁船搬遷至三聖灣對出，後來再進一步填海，政府在鄰近三聖墟對出興建三聖邨安置漁民。
三聖邨是安置上岸居住的漁民為主，故樓宇名稱命名均與漁業有關且帶吉利之意。對面是青山灣、翠濤居和容龍居。

## 教育及設施

### 幼稚園
- 天后中英文幼稚園（二校）（1980年創辦）（位於三聖邨滿漁樓地下11-16號）
- 救世軍三聖幼兒學校（页面存档备份，存于）（1981年創辦）（位於三聖邨滿漁樓側地下）

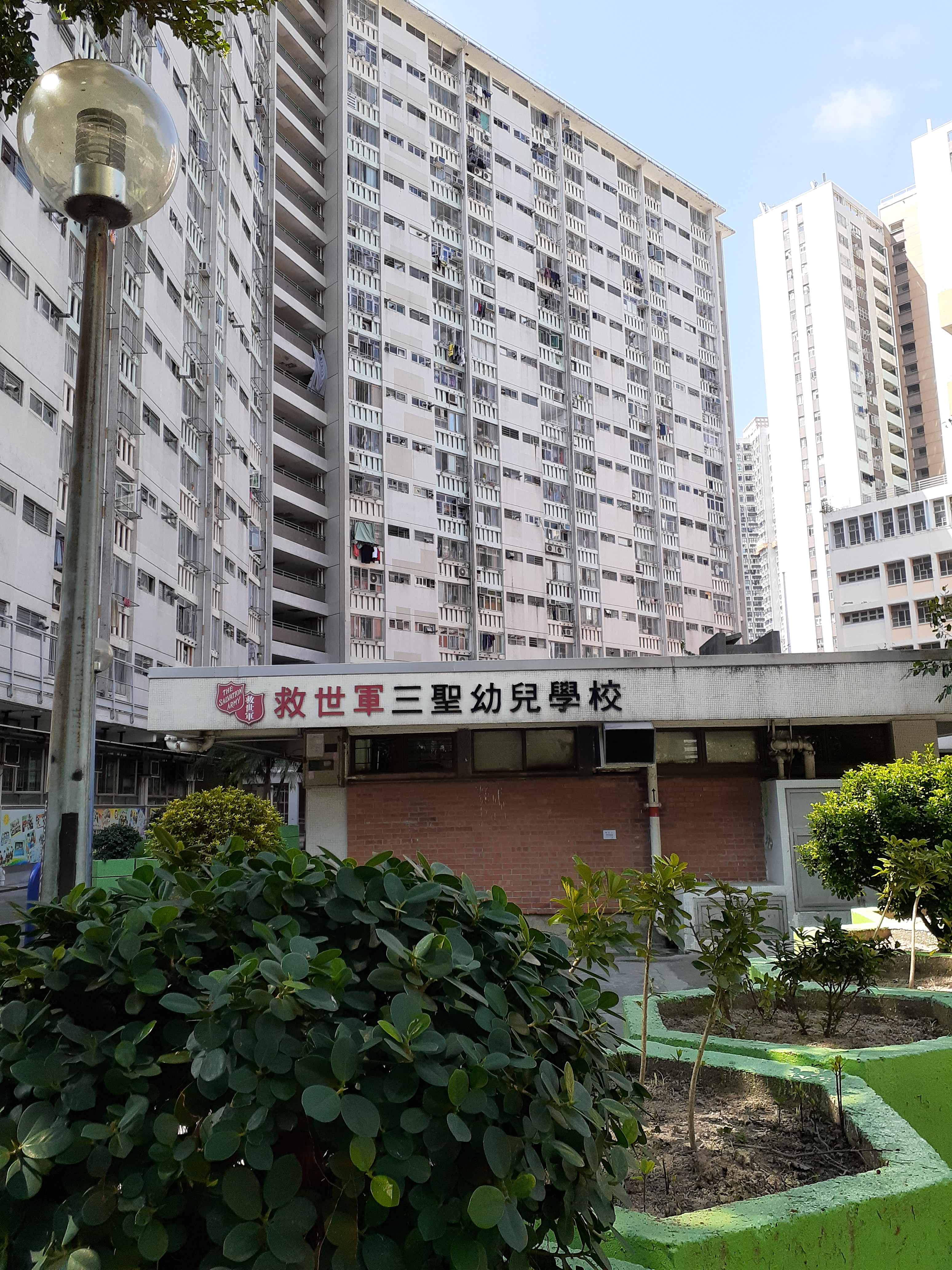
救世軍三聖幼兒學校（2019年11月）
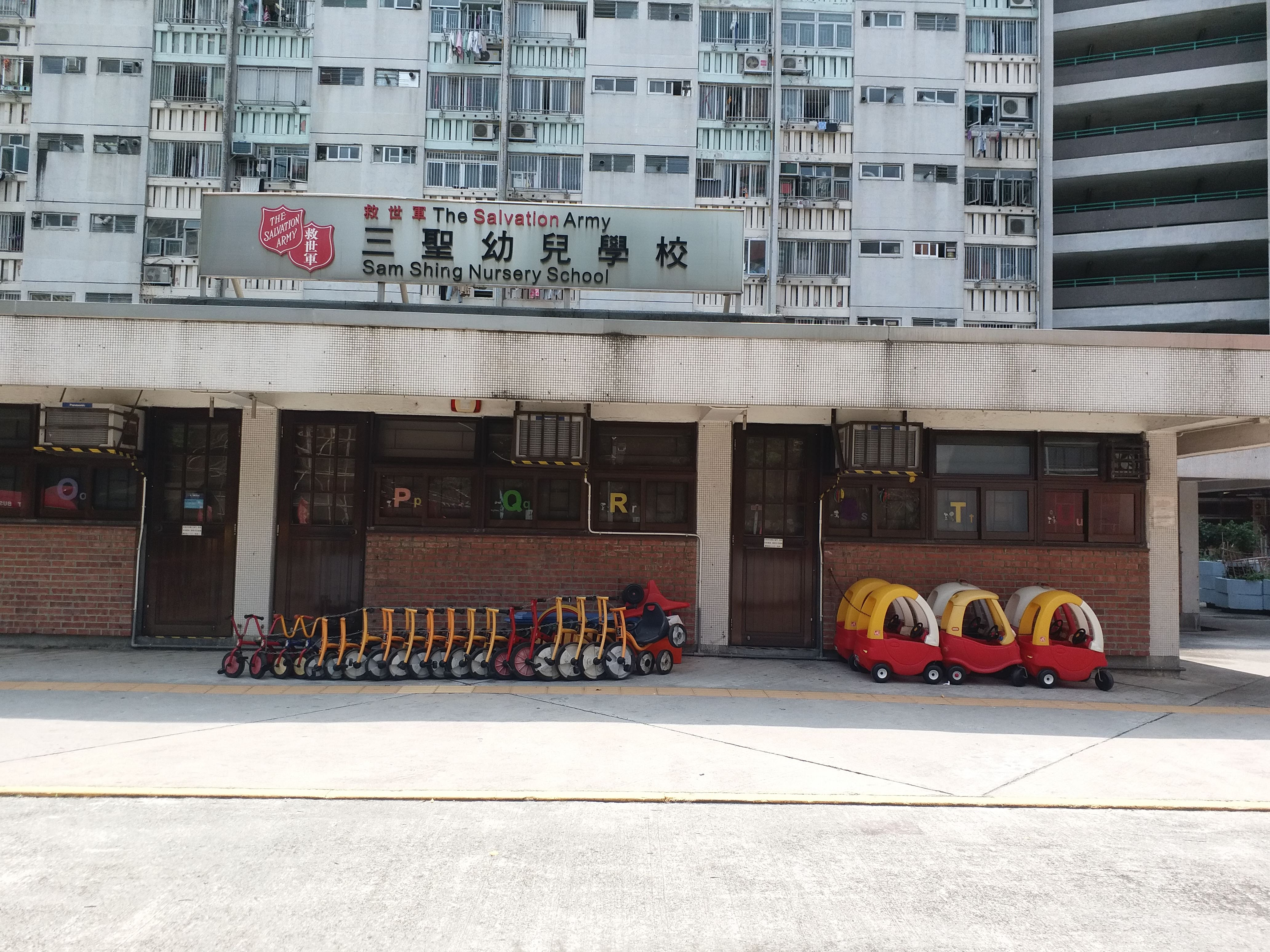
救世軍三聖幼兒學校（2021年3月）
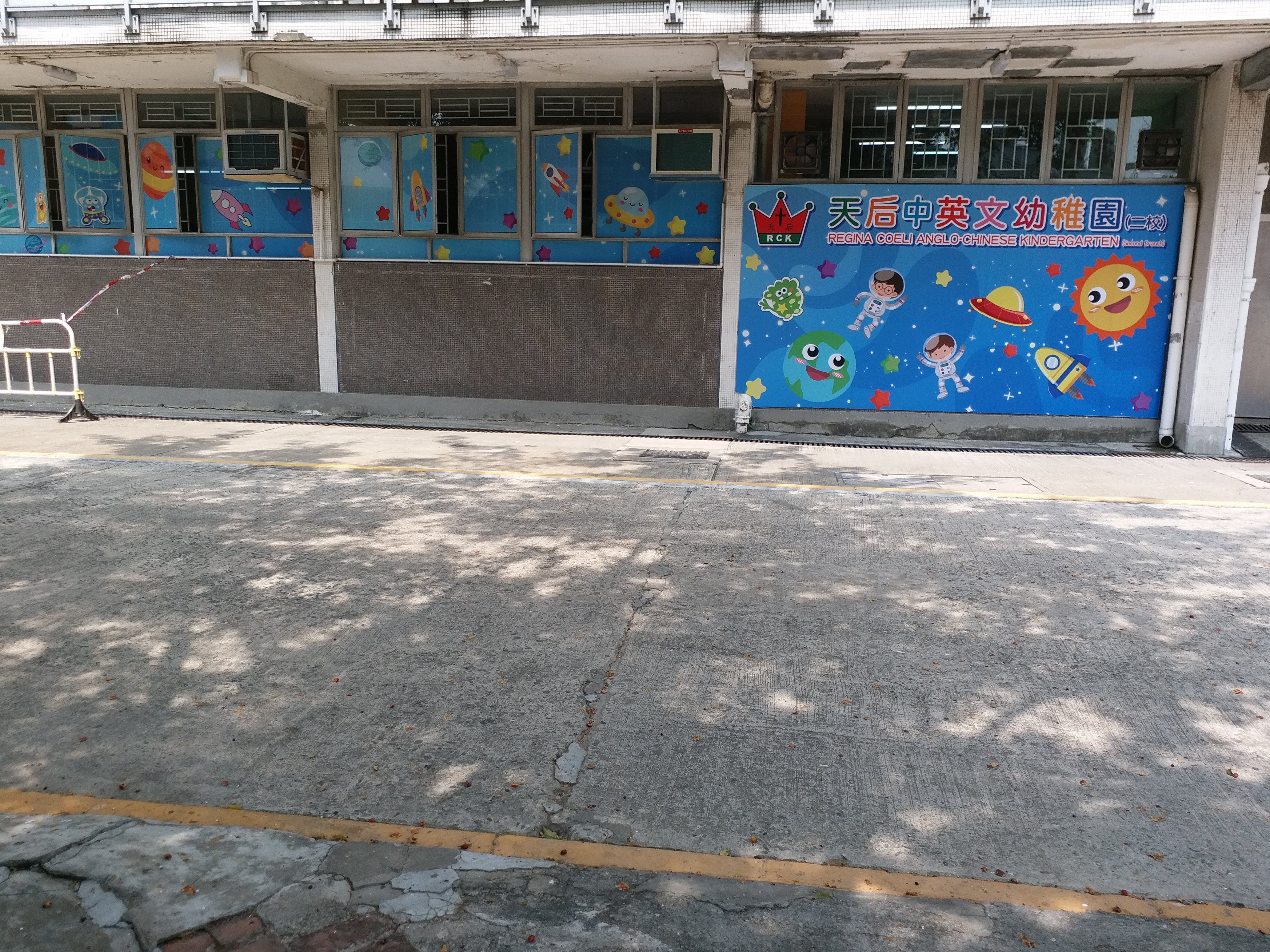
天后中英文幼稚園（二校）（2021年3月）

### 小學
已結束
救世軍三聖邨劉伍英學校（1980年創辦；在2010年停辦後空置、現為救世軍「齊+」過渡性房屋項目，共有123個單位）

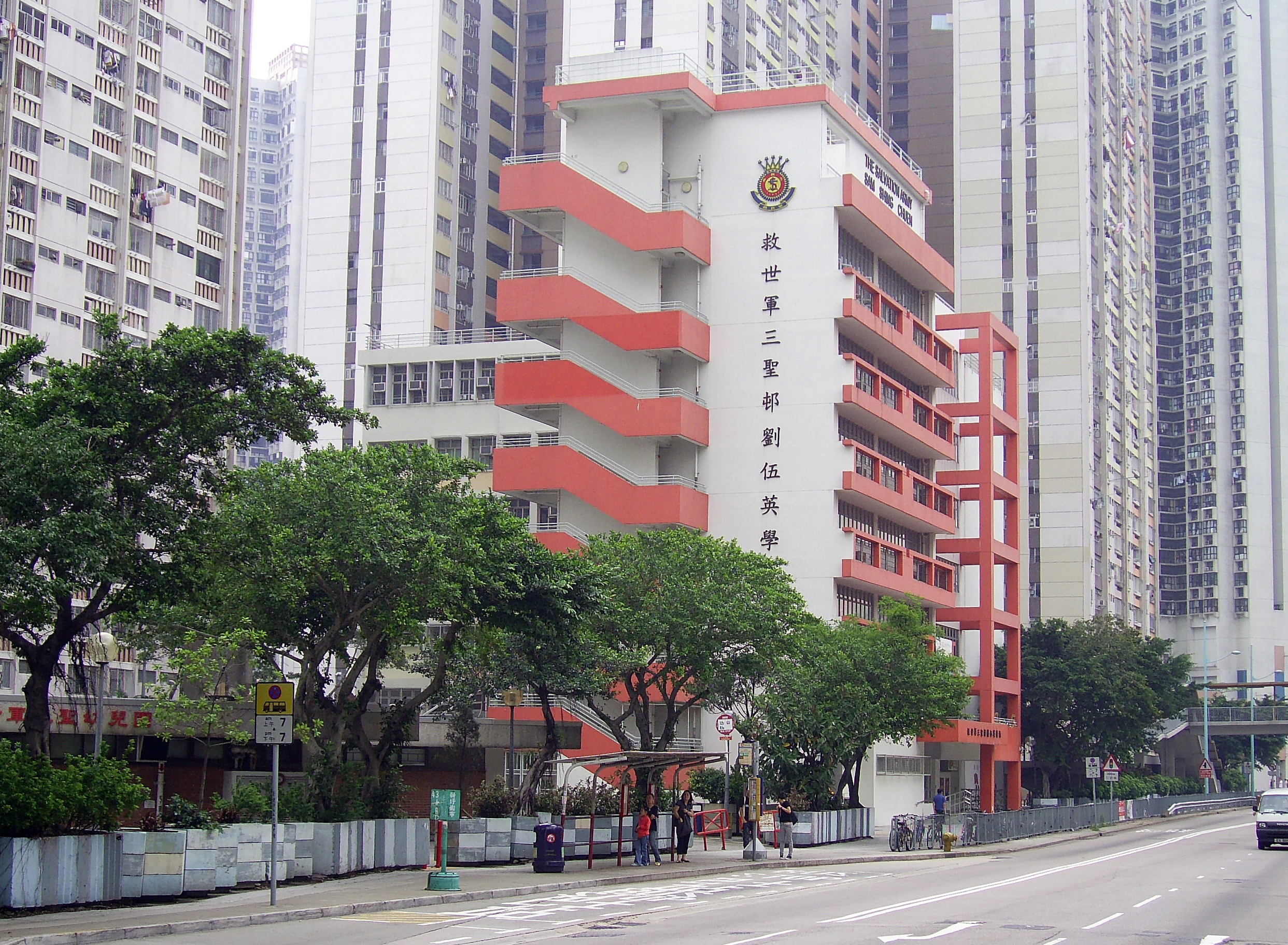
救世軍三聖邨劉伍英學校校舍（2009年4月）
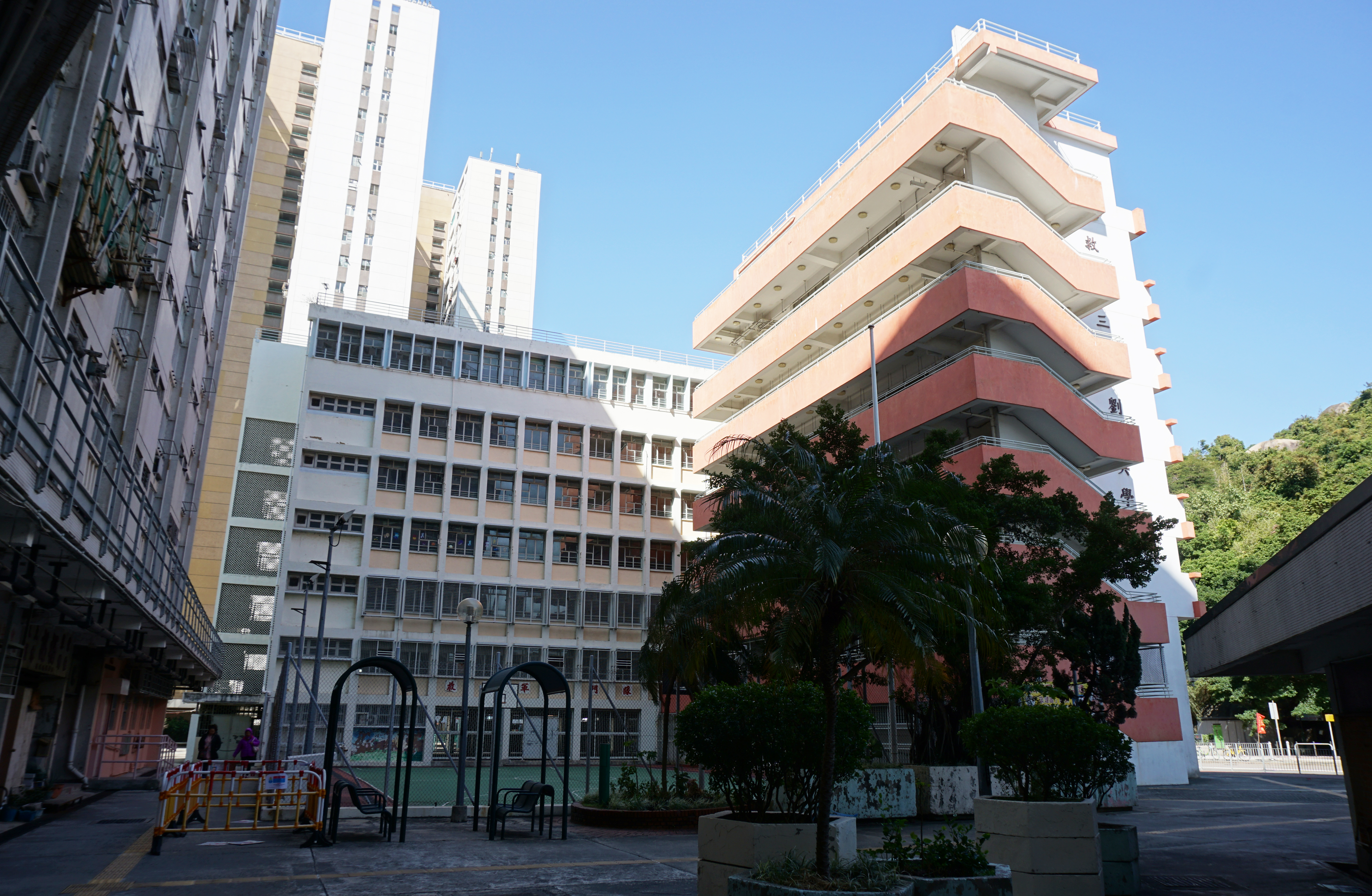
停辦後的救世軍三聖邨劉伍英學校校舍（2018年1月）
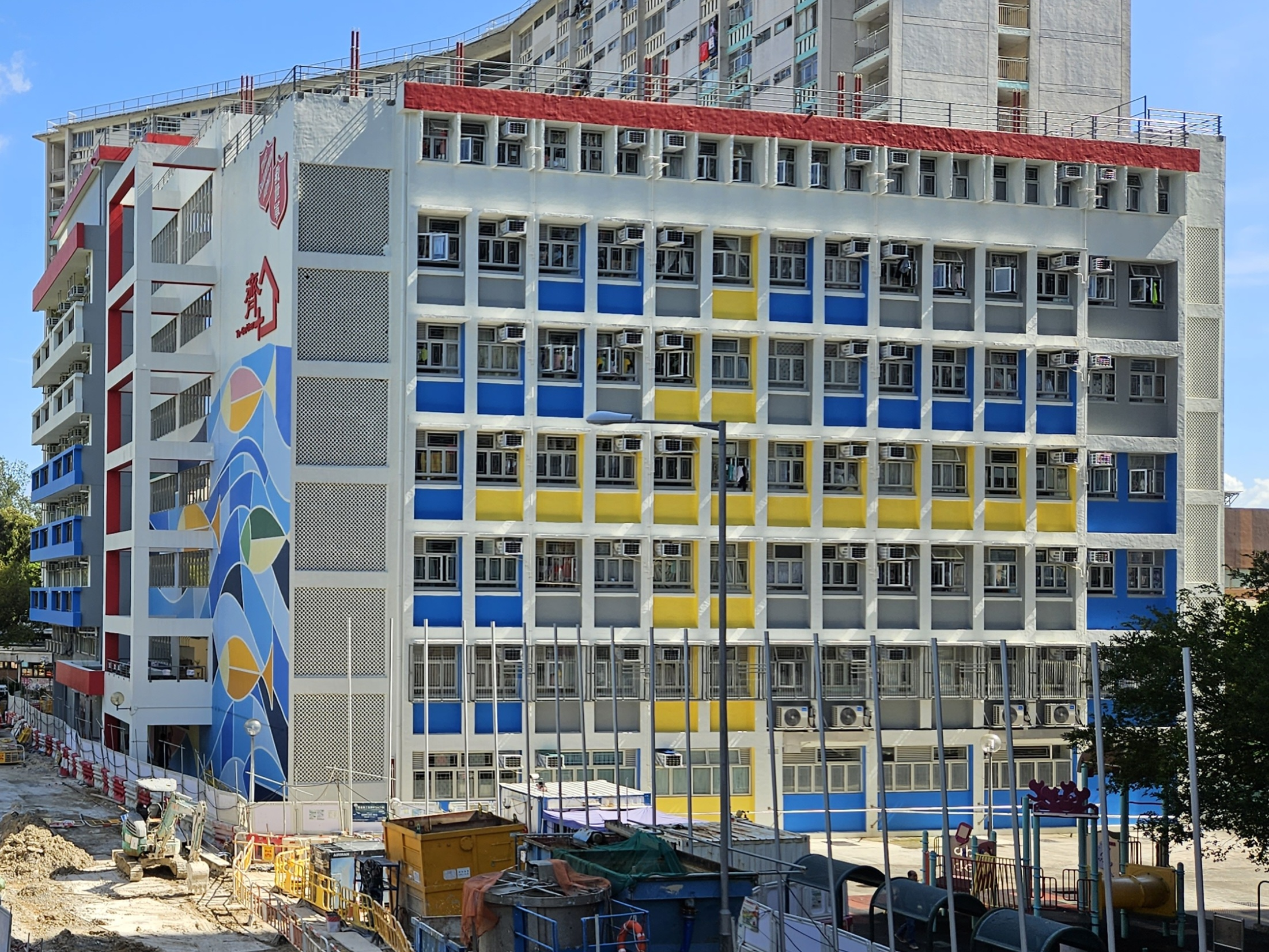
過渡性房屋「齊+」（2023年9月）

### 區議員辦事處
已結束
- 蘇炤成議員辦事處：進漁樓地下29號[6]

## 三聖商場
三聖商場（英語：Sam Shing Shopping Centre）是領展房地產投資信託基金（簡稱領展）旗下的商場，位於香港新界屯門區三聖街6號，滿漁樓與進漁樓旁邊。
商場於1980年開幕；2005年由領展接管，2018年進行翻新工程、同年重新開幕。現時共有4間店舖。而附近樓宇的基座亦設有商店。邨內本設有冬菇亭，後部分冬菇亭改為康樂休憩設施供居民使用。

### 部分商店
（只列出重點，並未列出所有商店）
1. U購Select
2. 青山灣漁港酒家
3. 嘉彩酒家
4. 金稻苑川菜館

## 地方行政
2023年香港選舉改革之前，三聖邨屬於屯門區議會的三聖選區，該選區於1994年香港區議會選舉設立，由立言香港成員巫堃泰擔任當區前區議員。現時三聖邨屬於屯門區議會的屯門東選區，由工聯會成員馮沛賢與民建聯成員葉文斌擔任當區區議員。在立法會地區直選當中，則屬於新界西北（LC8）選區。

### 歷屆議員
| 選區名稱 | 屆別                 | 議員   | 政治聯繫                          | 政治聯繫                          | 議員                              | 政治聯繫        | 政治聯繫 |
| -------- | -------------------- | ------ | --------------------------------- | --------------------------------- | --------------------------------- | --------------- | -------- |
| 屯門東南 | 1982年－1985年       | 蘇炤成 |                                   | 無黨籍                            | 黃學儀                            |                 | 無黨籍   |
| 屯門東南 | 1985年－1988年       | 蘇炤成 | 陳武豹                            | 無黨籍                            |                                   |                 | 無黨籍   |
| 屯門東南 | 1988年－1991年       | 蘇炤成 | 陳武豹                            | 無黨籍                            |                                   |                 | 無黨籍   |
| 屯門東南 | 1991年－1994年       | 蘇炤成 | 分拆出安定選區後， 定為單議席選區 | 分拆出安定選區後， 定為單議席選區 | 分拆出安定選區後， 定為單議席選區 |                 |          |
| 三聖     | 1994年－1999年       | 蘇炤成 | 分拆出安定選區後， 定為單議席選區 | 分拆出安定選區後， 定為單議席選區 | 分拆出安定選區後， 定為單議席選區 |                 |          |
| 三聖     | 2000年－2003年       | 蘇炤成 | 分拆出安定選區後， 定為單議席選區 | 分拆出安定選區後， 定為單議席選區 | 分拆出安定選區後， 定為單議席選區 |                 |          |
| 三聖     | 2004年－2007年       | 蘇炤成 | 分拆出安定選區後， 定為單議席選區 | 分拆出安定選區後， 定為單議席選區 | 分拆出安定選區後， 定為單議席選區 |                 |          |
| 三聖     | 2008年－2011年       | 蘇炤成 | 分拆出安定選區後， 定為單議席選區 | 分拆出安定選區後， 定為單議席選區 | 分拆出安定選區後， 定為單議席選區 |                 |          |
| 三聖     | 2012年－2015年       | 蘇炤成 | 分拆出安定選區後， 定為單議席選區 | 分拆出安定選區後， 定為單議席選區 | 分拆出安定選區後， 定為單議席選區 | 無黨籍 → 新民黨 |          |
| 三聖     | 2016年－2019年       | 蘇炤成 | 分拆出安定選區後， 定為單議席選區 | 分拆出安定選區後， 定為單議席選區 | 分拆出安定選區後， 定為單議席選區 |                 | 新民黨   |
| 三聖     | 2020年－2021年7月8日 | 巫堃泰 | 分拆出安定選區後， 定為單議席選區 | 分拆出安定選區後， 定為單議席選區 | 分拆出安定選區後， 定為單議席選區 |                 | 立言香港 |
| 三聖     | 2021年7月9日－2023年 | 待補選 | 待補選                            | 待補選                            | 分拆出安定選區後， 定為單議席選區 |                 |          |
| 屯門東   | 2024年－2027年       | 葉文斌 |                                   | 民建聯                            | 馮沛賢                            |                 | 工聯會   |

## 社區保育
2019年至2020年間，香港新媒體社會企業 不朽傳耆 獲屯門區議會及仁愛堂資助，舉辦了「導．賞屯門」長幼社區導賞計劃 。不朽傳耆為青山灣、三聖設計了保育青山灣漁村歷史的《三聖巨石傳說》，並培訓區內長者、樂活中年、在職青年和中學生成為導賞大使。計劃旨在透過長者豐富的人生閱歷，配合年青人無限創意，成就不一樣的導賞體驗和社區風景，也體現長幼共融。

## 外部連結
- 房委會物業位置及資料 三聖邨（页面存档备份，存于）
- 房委會物業位置及資料 三聖邨 （页面存档备份，存于）
- 商場資料
- 星期六 領展商場 三聖商場 @2018-09-22（页面存档备份，存于）